# Powiat Schrimm

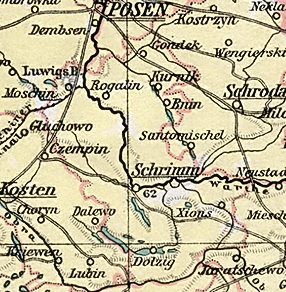
Kreis Schrimm, 1905 r.

Powiat Schrimm (niem. Kreis Schrimm, pol. powiat śremski) – niemiecki powiat istniejący w okresie od 1818 do 1919 r. na terenie prowincji poznańskiej.
Powiat Schrimm utworzono w 1818 r. z siedzibą w Kórniku, a od 1827 r. w Śremie. W 1887 r. części powiatu Schrimm odłączono w celu utworzenia innych powiatów. W 1918 r. w prowincji poznańskiej wybuchło powstanie wielkopolskie przeciwko rządom niemieckim i powiat Schrimm znalazł się pod kontrolą powstańców. W 1919 r. w ramach traktatu wersalskiego terytorium powiatu trafiło do państwa polskiego. W czasie II wojny światowej niemieckie władze okupacyjne utworzyły w okupowanej Wielkopolsce powiat Schrimm. W 1945 r. Armia Czerwona zajęła Wielkopolskę, likwidując niemiecką administrację.
W 1910 r. powiat obejmował 200 gmin o powierzchni 927,65 km² zamieszkanych przez 57.483 osób.